# Acerentomon novaki
Acerentomon novaki är en urinsektsart som beskrevs av Josef Rusek 1965. Acerentomon novaki ingår i släktet Acerentomon och familjen lönntrevfotingar. Inga underarter finns listade i Catalogue of Life.